# Weapons – Die Stunde des Verschwindens
Weapons – Die Stunde des Verschwindens (Originaltitel: Weapons, deutsch: „Waffen“) ist ein US-amerikanischer Horrorfilm von Regisseur Zach Cregger, der am 7. August 2025 in die deutschen und am darauffolgenden Tag in die US-amerikanischen Kinos kam. In dem thematisch rund um das Verschwinden von Schulkindern angesiedelten Film übernahmen Julia Garner, Josh Brolin und Alden Ehrenreich die Hauptrollen.

## Handlung
In der Kleinstadt Maybrook, Pennsylvania verschwinden eines Nachts 17 Schulkinder aus ihren Elternhäusern. Auf Überwachungsvideos ist zu sehen, wie sie anscheinend ohne Fremdeinwirkung in die Dunkelheit rennen und spurlos verschwinden. Da es sich bei allen Kindern um Schüler der dritten Klasse von Justine Gandy handelt, rückt die Lehrerin schnell in den Fokus der Ermittlungen. Doch weder ihre Vernehmung noch die Befragung von Alex Lilly, des einzigen Schülers aus Justines Klasse, der nicht verschwunden ist, bringen die erhofften Antworten. So sieht sich Justine aufgrund erfolgloser Polizeiermittlungen zunehmend dem Zorn der Eltern ausgesetzt, die sie für die Vorfälle mitverantwortlich machen.
Justine wird vom Schulleiter Marcus Miller vorübergehend beurlaubt und verfällt zunehmend dem Alkoholismus. Um sich selbst von den haltlosen Vorwürfen zu entlasten, beginnt Justine mit ihren eigenen Ermittlungen und möchte zunächst mit Alex sprechen. Sie folgt dem Jungen zu seinem Elternhaus und entdeckt dort, dass alle Fenster mit Zeitungen zugeklebt sind und Alex’ Eltern regungslos im Wohnzimmer sitzen. Um Antworten zu bekommen, wartet Justine vor dem Haus, schläft dabei allerdings ein, woraufhin Alex’ Mutter ihr unbemerkt eine Haarsträhne abschneidet.
Auch Archer Graff, der Vater eines der vermissten Kinder, macht sich selbst auf die Suche nach Antworten, da er fest von Justines Schuld überzeugt ist. Er besorgt sich die Überwachungsvideos anderer Eltern und rekonstruiert so, dass alle Kinder in jener Nacht in dieselbe Richtung gelaufen sind: zum Haus von Alex. In dieses bricht eines Tages der Obdachlose James ein, wo er Wertgegenstände sucht, um sie später zu verkaufen. Stattdessen findet er Alex’ Eltern regungslos vor und entdeckt im Keller des Hauses die 17 vermissten Kinder. Mit der Aussicht auf eine hohe Belohnung kontaktiert James die Polizei, woraufhin der ungläubige Officer Paul Morgan mit ihm zu besagter Szenerie fährt.
Schon bald stellt sich heraus, dass eine Hexe namens Gladys vor einiger Zeit in Alex’ Haus eingezogen ist. Dem Jungen gegenüber wurde sie als Tante ausgegeben, die sich von einer schweren Krankheit erholen müsse. Doch bereits kurz nach ihrer Ankunft versetzt Gladys die Eltern von Alex in eine Trance, um selbst von ihren Wirtkörpern gestärkt zu werden. Sie erpresst Alex, niemandem etwas von ihr zu erzählen und sich um die Versorgung seiner Eltern zu kümmern. Als Gladys erkennt, dass Alex’ Eltern allein nicht ausreichen, trägt sie dem Jungen auf, persönliche Gegenstände seiner Klassenkameraden zu stehlen, um die Kinder mit einem Ritual ins Haus locken zu können.
Da Justine das Geheimnis zu lüften droht, setzt Gladys den Schulleiter Marcus mit einem Ritual als ferngesteuerte Waffe auf die Lehrerin an. Justine kann dem Angreifer entkommen und Archer wird Zeuge, wie der besessene Marcus von einem Auto überfahren wird. Nun akzeptiert er die Unschuld von Justine und gemeinsamen machen sie sich auf den Weg zu Alex’ Elternhaus. Vor Ort treffen beide auf Paul und James, die in Trance auf sie losgehen. Justine erschießt die Angreifer, darunter ihre Affäre Paul, während Archer im Keller die vermissten Kinder entdeckt. Während es zur Konfrontation mit Gladys kommt, führt Alex das zuvor gesehene Ritual mit Haaren der Hexe selbst aus. Er setzt seine Klassenkameraden auf Gladys an, woraufhin die Hexe von den Kindern verfolgt und verspeist wird. Mit Gladys’ Tod endet der Spuk und die Kinder kehren zu ihren Familien zurück, wenn auch geistig schwer beeinträchtigt. Alex hingegen zieht zu einer anderen Tante.

## Themen und Motive
Nach Eigenaussage von Regisseur Zach Cregger soll Weapons keine gesellschaftspolitischen Themen vorsätzlich ansprechen oder kommentieren, auch wenn er sich dahingehenden Interpretationen nicht verwehrte, sondern sie dem Publikum überließ. Er selbst verarbeitete mit dem Film die Trauer über den Tod seines besten Freundes Trevor Moore und nutze Gladys als Allegorie für seine eigene langjährige Alkoholkrankheit und den durch Leberzirrhose bedingten Tod seines Vaters. Den Alkoholismus stellte er dabei wie ein fremdes Wesen dar, „das in dein Zuhause kommt, deine Eltern verändert und dich mit neuen Verhaltensmustern konfrontiert, die du nicht verstehst und für die du nicht gerüstet bist“.
Der Titel „Weapons“ wurde gemeinhin auf die zentrale Idee des Films zurückgeführt, Menschen als Waffen zu missbrauchen, so etwa wenn Gladys den Schulleiter Marcus Miller mittels Hexerei unter ihre Kontrolle bringt und zum Töten verleitet. Wie im Märchen Hänsel und Gretel werden dabei insbesondere Kinder zum Hexenhaus gelockt, wodurch Weapons für Richard Newby vom Hollywood Reporter die Frage aufwirft, durch wen oder was Jugendliche heutzutage beeinflusst werden. Die Hexerei im Film kann für ihn so als Metapher für das Internet verstanden werden, wo Personen wie Andrew Tate, Jordan Peterson oder Ben Shapiro junge Menschen mit ihren Lehren von Misogynie, Rassismus, Gier und Eigennutz zu Waffen ausbilden, die der Gesellschaft schaden sollen. In einer anderen Interpretation steht Gladys für die Ausbeutung der Jugend durch eine ältere Generation, um ihre eigene Macht zu erhalten. Genauso wie sich die Kinder am Ende gegen diese Schreckensherrschaft stellen, wendet sich eine junge Generation auch in der Realität zunehmend gegen schädliche Systeme und Gesetze, die bei ihnen Traumata auslösen.
Die Bedeutung der Uhrzeit 2:17 Uhr stieß auf verschiedenen Interpretationen, auch wenn Cregger selbst nur von einer Anspielung auf Stephen Kings Roman Shining sprach, in dem Danny Torrance im Raum 217 einen Geist sieht. Unter anderem wurde so ein biblischer Bezug zum Vers 2:17 des Matthäusevangeliums hergestellt, in dem der Kindermord in Bethlehem und die anschließende Trauer der Eltern thematisiert wird. Andernorts wurde mehrfach eine Metapher für Waffengewalt gesehen, da die Zahl unter anderem in einem Traum auf einem Sturmgewehr zu sehen ist. Im Jahr 2022 stimmten so 217 Abgeordnete des Repräsentantenhaus der Vereinigten Staaten für ein Verkaufsverbot von halbautomatischen Schusswaffen, scheiterten mit dem Gesetzesentwurf aber im Senat. Weapons kann dieser Interpretation zufolge auch als Allegorie für Amokläufe an Schulen gesehen werden, bei dem nur zwei Leute aus einer Klasse verbleiben – die Lehrerin Justine Gandy und der gemobbte Junge Alex Lilly – während 17 Schulkinder verschwunden sind und eine trauernde Stadt hinterlassen haben.

## Produktion
Beim von Magnolia (1999) und dem Roman Der größere Teil der Welt (2012) inspirierten Horrorfilm Weapons handelt es sich um den vierten Spielfilm des US-amerikanischen Regisseurs Zach Cregger, dessen Vorgängerwerk Barbarian aus dem Jahr 2022 zu einem Überraschungserfolg wurde. Noch bevor er das Drehbuch fertiggestellt hatte, erhielt Cregger von großen Filmstudios erste Angebote für eine Kooperation. Im Bietergefecht um die Filmrechte setzte sich schließlich New Line Cinema gegen die mit Jordan Peele zusammenarbeitenden Universal Pictures, Netflix und Sony durch. Von den gebotenen 38 Millionen US-Dollar erhielt Cregger allein rund zehn Millionen für seine Tätigkeit als Regisseur, Drehbuchautor und Produzent; mehr als doppelt so viel wie das gesamte Budget von Barbarian. Außerdem wurden ihm vertraglich das Recht des Final Cuts und ein gesicherter Kinostart zugesagt. Weitere Produzenten waren Roy Lee, Miri Yoon, Raphael Margules und J. D. Lifshitz.
Die Hauptrollen von Weapons wurden ursprünglich mit Pedro Pascal und Renate Reinsve besetzt. Im Zuge der Streiks der Gewerkschaften WGA und SAG-AFTRA mussten die ursprünglich für Herbst 2023 angesetzten Dreharbeiten jedoch nach hinten verschoben werden, sodass beide Schauspieler das Filmprojekt aufgrund von Terminkonflikten wieder verließen. Als neue Hauptdarsteller wurden stattdessen Josh Brolin als Familienvater Archer Graff, Julia Garner als Lehrerin Justine Gandy und Alden Ehrenreich als Polizist Paul Morgan verpflichtet. Daneben verkörpert Austin Abrams den Obdachlosen James, Benedict Wong den Schulleiter Marcus Miller, Cary Christopher den Schüler Alex Lilly und Amy Madigan dessen Tante Gladys.
Die Dreharbeiten mit Kameramann Larkin Seiple erfolgten von Mai bis Juli 2024 in Atlanta. Zu den Drehorten zählten unter anderem eine Grundschule in Tucker und eine Tankstelle in Covington. Für die Filmmusik zeichnete Regisseur Zach Cregger selbst gemeinsam mit den Brüdern Ryan und Hays Holladay verantwortlich. Ihr aus 36 Musikstücken bestehendes Album wurde am 1. August 2025 bei WaterTower Music veröffentlicht. Der Soundtrack umfasst außerdem die Songs Beware Of Darkness von George Harrison und Under the Porch von MGMT.
Erstes Bildmaterial wurde Anfang April 2025 auf der CinemaCon veröffentlicht, ehe ein Teaser am 21. April 2025 und ein Trailer acht Tage später folgten. Die Weltpremiere erfolgte am 31. Juli 2025 in Los Angeles. Ein US-amerikanischer Kinostart wurde zunächst für den 16. Januar 2026 angesetzt, ehe dieser Termin nach starken Testvorführungen auf den 8. August 2025 vorgezogen wurde. In Deutschland lief Weapons bereits einen Tag zuvor in den Kinos an.

## Synchronisation
Die deutschsprachige Synchronisation entstand nach einem Dialogbuch und unter der Dialogregie von Solveig Duda bei Interopa Film.
| Rolle               | Darsteller         | Synchronsprecher       |
| ------------------- | ------------------ | ---------------------- |
| Justine Gandy       | Julia Garner       | Patricia Strasburger   |
| Archer Graff        | Josh Brolin        | Klaus-Dieter Klebsch   |
| Officer Paul Morgan | Alden Ehrenreich   | Patrick Roche          |
| James               | Austin Abrams      | Patrick Baehr          |
| Marcus Miller       | Benedict Wong      | Achim Buch             |
| Alex Lilly          | Cary Christopher   | Moritz Ost             |
| Gladys              | Amy Madigan        | Philine Peters-Arnolds |
| Captain Ed Locke    | Toby Huss          | Frank Röth             |
| Donna Morgan        | June Diane Raphael | Solveig Duda           |
| Gary                | Justin Long        | Julien Haggège         |
| Mr. Lilly           | Whitmer Thomas     | Ozan Ünal              |
| Mrs. Lilly          | Callie Schuttera   | Ilona Otto             |
| Terry Miller        | Clayton Farris     | Marc Oliver Schulze    |
| Erzählerin          | Scarlett Sher      | Zoe Durakovic          |

## Rezeption

### Altersfreigabe
In den Vereinigen Staaten erhielt Weapons von der MPA aufgrund von stark blutiger Gewalt, grausigen Bildern, der Sprache, einigen sexuellen Inhalten und des Konsums von Drogen ein R-Rating. In Deutschland vergab die FSK eine äquivalente Freigabe ab 16 Jahren. In der Begründung heißt es, der Film sei abschnittweise aus verschiedenen Perspektiven beteiligter Personen erzählt und weise typische Elemente des Horrorgenres sowie mystische und Märchenmotive auf. Düstere und skurril-humorvolle Szenen würden sich dabei abwechseln, wodurch die Distanzierung von einzelnen drastischen Gewaltdarstellungen erleichtert werde, sodass für Jugendliche ab 16 Jahren kein Risiko einer Überforderung bestehe.

### Kritiken

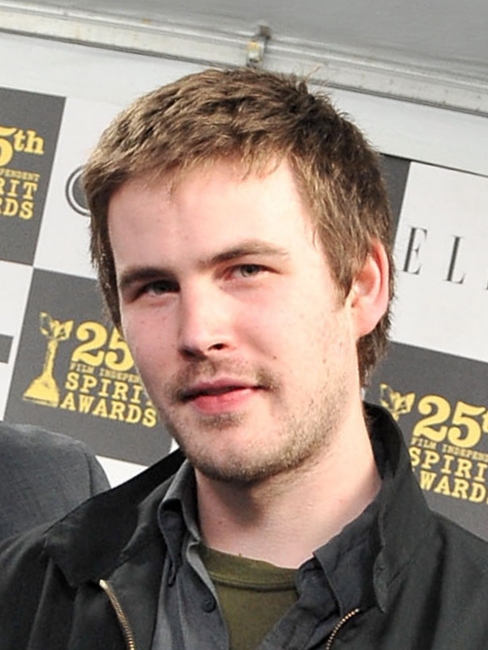
Regisseur Zach Cregger

Weapons – Die Stunde des Verschwindens konnte 95 % der 268 bei Rotten Tomatoes gelisteten Kritiker überzeugen. Das Fazit lautet, Regisseur Zach Cregger festige mit dem Film seinen Status als Meister des Horrors und spinne eine gekonnt gestrickte Geschichte voller furchterregenden Geheimnissen und spannenden Intrigen. Bei Metacritic erhielt Weapons basierend auf 46 Rezensionen einen Metascore von 81 Punkten.
Für Peter Debruge von Variety erweitere der Regisseur Zach Cregger in Weapons die Wirksamkeit seiner bereits in Barbarian angedeuteten Suggestionskraft erheblich und stelle erneut unter Beweis, ein einzigartiges Talent dafür zu haben, die Gefahren einer scheinbar harmlosen Umgebung aufzudecken. Die vertraute Kulisse samt unvollkommener Figurenansammlung würden dabei an die besten Stephen-King-Verfilmungen erinnern und einen faszinierenden Ausgangspunkt für den hypnotischen Mystery-Horrorfilm bilden. Weapons schlage so zunächst einen düsteren Ton im Stile von Denis Villeneuves Prisoners an und deute einige resonante Ängste unter der Oberfläche an, die dem Film seine ganze Kraft verleihen würden. Die in Kapitel unterteilte Handlung liefere dabei mit jedem prismatischen Splitter neue Einblicke in ihre Geheimnisse und füge sich wie ein gekonnt entworfenes Puzzle zusammen, was beim Zuschauer ein Gefühl der Befriedigung auslöse. Einzig zum Ende hin verliere Weapons etwas von seiner erzählerischen Schärfe, auch wenn er seine Mehrdeutigkeit beibehalte.
Auch für David Rooney vom Hollywood Reporter trage das ambitionierte Nachfolgewerk zu Barbarian überall die Handschrift von Stephen King mit sich und sei in vielerlei Hinsicht ein meisterhaft inszenierter Thriller. Zum Gelingen des Films würden unter anderem die unter die Haut gehende Kameraarbeit von Larkin Seiple, eine nervenaufreibende Filmmusik, die von Julia Garner angeführte starke Besetzung und eine faszinierende Kapitelstruktur beitragen. Weapons sei dabei mehr seltsam fesselnd als beängstigend und bestärke Zach Cregger als begabten Genreregisseur, der kontrolliert zwischen bedrückender Angst und makabren Humor wechsle. Diese unvorhersehbare erzählerische Energie führe zwar zu einer abrupten und nicht ganz überzeugenden Wendung in der Mitte des Films, doch der meisterhaft choreografierte und bizarre Höhepunkt bewege sich auf Lynch-Niveau.
Kritischere Worte findet Benjamin Lee vom Guardian, der Weapons als zunächst ambitionierten, letztendlich jedoch simplen Horrorfilm charakterisiert. Mit seiner sorgfältigen, langsamen Erzählweise ziehe Regisseur Zach Cregger das Publikum zunächst in seinen Bann, gespannt darauf, wie die einzelnen Puzzleteile zusammenpassen. Wechselnden Perspektiven innerhalb der Handlung würden dabei der hervorragenden Besetzung ermöglichen, jeweils ihre eigenen großen Auftritte zu haben. Ihre Figuren blieben allerdings flach wie Videospielcharaktere und stünden nur im Dienste einer spannenden Mysteryhandlung, die weitaus kitschiger und dümmer sei, als es zunächst erscheine. Cregger konstruiere dabei zwar einige wunderbar erschütternde Schockmomente, doch insgesamt fehle es Weapons an Substanz und einem Element der Überraschung oder Raffinesse. Auch das die Gewalt steigernde Finale bleibe hinter seinem Potenzial zurück.
Enttäuscht zeigt sich hingegen Zachary Barnes vom Wall Street Journal, für den Weapons anfangs voller Mysterien und Metaphern sei, beides aber mit zunehmender Laufzeit verblasse. Der Film sei zwar deutlich ambitionierter als Creggers Vorgängerwerk Barbarian und halte mit dem erzählerischen Ansatz des Interesse des Publikums aufrecht, doch wenn der Regisseur mit der Enthüllung von Geheimnissen beginne, stelle sich Enttäuschung ein und der Reichtum von Weapons werde zunichtegemacht. Cregger habe zwar offensichtliches Talent für diskrete, beunruhigende Szenen, sei aber unfähig, ein größeres Konzept zu durchdenken, auch wenn sich das Ende des Films in einigermaßen unterhaltsamen Horror-Eskapaden erschöpfe.

### Einspielergebnis
Am Startwochenende belegte Weapons – Die Stunde des Verschwindens in den Vereinigten Staaten die Spitzenposition der US-amerikanischen Kino-Charts noch vor der Body-Swap-Komödie Freakier Friday. Das Einspielergebnis belief sich dabei auf rund 43,5 Millionen US-Dollar, womit der Film die zuvor prognostizierten Erwartungen deutlich übertreffen konnte. Auch in Deutschland führte Weapons im selben Zeitraum mit rund 95.000 Besuchern die Kinocharts an. Die weltweiten Einnahmen aus Kinovorführungen belaufen sich auf 71,8 Millionen US-Dollar.

## Fortsetzung
Nach dem finanziellen Erfolg an den Kinokassen begann New Line Cinema Mitte August 2025 mit der Entwicklung eines Prequels, das die Vorgeschichte der von Amy Madigan verkörperten Gladys näher beleuchten soll. Regisseur Zach Cregger hatte ihrer Figur ursprünglich bereits bei Weapons ein ganzes Kapitel gewidmet, dieses aus Zeitgründen letztendlich aber verworfen.